# Harer og kaniner
Harer og kaniner er små pattedyr der tilhører familien (Leporidae). Den største slægt er Lepus. Der er forskellige arter i verden, her i blandt den europæiske hare (Lepus europaeus) og sneharen (Lepus timidus).

## Klassifikation
Familie: Leporidae
- Slægt: Oryctolagus
  - Oryctolagus cuniculus (Vildkanin og Tamkanin)
- Slægt: Pentalagus
  - Pentalagus furnessi
- Slægt: Pronolagus
  - Pronolagus crassicaudatus
  - Pronolagus randensis Jameson
  - Pronolagus rupestris
- Slægt: Lepus
  - Lepus alleni
  - Lepus americanus (Sneskohare)
  - Lepus arcticus (Polarhare)
  - Lepus brachyurus
  - Lepus californicus
  - Lepus callotis
  - Lepus capensis
  - Lepus castroviejoi
  - Lepus comus
  - Lepus coreanus
  - Lepus corsicanus
  - Lepus dayanus
  - Lepus europaeus (europæisk hare)
  - Lepus fagani
  - Lepus flavigularis
  - Lepus granatensis
  - Lepus habessinicus
  - Lepus hainanus
  - Lepus insularis
  - Lepus mandshuricus
  - Lepus nigricollis
  - Lepus oiostolus
  - Lepus othus
  - Lepus peguensis
  - Lepus ruficaudatus
  - Lepus saxatilis
  - Lepus sinensis
  - Lepus starcki
  - Lepus subg. Bunolagus
  - Lepus timidus (Snehare)
  - Lepus tolai
  - Lepus townsendii
  - Lepus victoriae
  - Lepus yarkandensis
- Slægt: Sylvilagus
  - Sylvilagus aquaticus
  - Sylvilagus audubonii
  - Sylvilagus bachmani
  - Sylvilagus brasiliensis
  - Sylvilagus cunicularius
  - Sylvilagus dicei
  - Sylvilagus floridanus
  - Sylvilagus graysoni
  - Sylvilagus insonus
  - Sylvilagus mansuetus
  - Sylvilagus nuttallii
  - Sylvilagus palustris
  - Sylvilagus transitionalis
- Slægt: Caprolagus
  - Caprolagus hispidus
- Slægt: Bunolagus
  - Bunolagus monticularis
- Slægt: Brachylagus
  - Brachylagus idahoensis
- Slægt: Poelagus
  - Poelagus marjorita
- Slægt: Nesolagus
  - Nesolagus netscheri
- Slægt: Romerolagus
  - Romerolagus diazi